# 11e Yuan législatif

Répartition des sièges pour le 11e Yuan législatif avant les changements.

Le 11e Yuan législatif est la législature du Yuan législatif (parlement monocaméral) de Taïwan, depuis le 1er février 2024.
Les membres de l'assemblée sont élus lors des élections législatives taïwanaises de 2024.
Les prochaines élections législatives sont prévues pour 2028.

## Représentation proportionnelle par parti
| Num. | Titulaire         | Parti | Parti                        |
| ---- | ----------------- | ----- | ---------------------------- |
| 1    | Lin Yue-qin       |       | Parti démocrate progressiste |
| 2    | Shen Bo-yang      |       | Parti démocrate progressiste |
| 3    | Chang Ngalim      |       | Parti démocrate progressiste |
| 4    | Hung Sun-han      |       | Parti démocrate progressiste |
| 5    | Lo Mei-ling       |       | Parti démocrate progressiste |
| 6    | You Si-kun        |       | Parti démocrate progressiste |
| 7    | Fan Yun           |       | Parti démocrate progressiste |
| 8    | Ker Chien-ming    |       | Parti démocrate progressiste |
| 9    | Shen Fa-hui       |       | Parti démocrate progressiste |
| 10   | Chuang Jui-hsiung |       | Parti démocrate progressiste |
| 11   | Lin Chu-yin       |       | Parti démocrate progressiste |
| 12   | Jean Kuo          |       | Parti démocrate progressiste |
| 13   | Chen Pei-yu       |       | Parti démocrate progressiste |
| 14   | Wang Jheng-syu    |       | Parti démocrate progressiste |
| Num. | Titulaire         | Parti | Parti                        |
| 1    | Han Kuo-yu        |       | Kuomintang                   |
| 2    | Ko Chih-en        |       | Kuomintang                   |
| 3    | Ko Ju-chun        |       | Kuomintang                   |
| 4    | Weng Hsiao-ling   |       | Kuomintang                   |
| 5    | Chen Jing-hui     |       | Kuomintang                   |
| 6    | Wu Tsung-hsien    |       | Kuomintang                   |
| 7    | Lin Chien-chi     |       | Kuomintang                   |
| 8    | Chen Yeong-kang   |       | Kuomintang                   |
| 9    | Hsu Yu-chen       |       | Kuomintang                   |
| 10   | Hsieh Lung-chieh  |       | Kuomintang                   |
| 11   | Su Ching-chuan    |       | Kuomintang                   |
| 12   | Chang Chia-chun   |       | Kuomintang                   |
| 13   | Wang Yu-min       |       | Kuomintang                   |
| Num. | Titulaire         | Parti | Parti                        |
| 1    | Huang Shan-shan   |       | Parti populaire taïwanais    |
| 2    | Huang Kuo-chang   |       | Parti populaire taïwanais    |
| 3    | Chen Gau-tzu      |       | Parti populaire taïwanais    |
| 4    | Wu Chun-cheng     |       | Parti populaire taïwanais    |
| 5    | Mạch Ngọc Trân    |       | Parti populaire taïwanais    |
| 6    | Lin Kuo-chen      |       | Parti populaire taïwanais    |
| 7    | Lin Yi-chun       |       | Parti populaire taïwanais    |
| 8    | Chang Chi-kai     |       | Parti populaire taïwanais    |